# Gregg Araki
Gregg Araki (Los Ángeles, Estados Unidos, 17 de diciembre de 1959) es un director de cine, guionista y productor estadounidense, perteneciente a la corriente del cine independiente estadounidense conocida como New queer cinema, cuyos argumentos están centrados en personas homosexuales.
Hasta 2023 ha obtenido 10 nominaciones y 9 galardones, que incluyen la Queer Palm de Cannes, siendo algunas de sus películas más valoradas por la crítica Mysterious Skin (2004), Kaboom (2010) o White Bird in a Blizzard (2014).

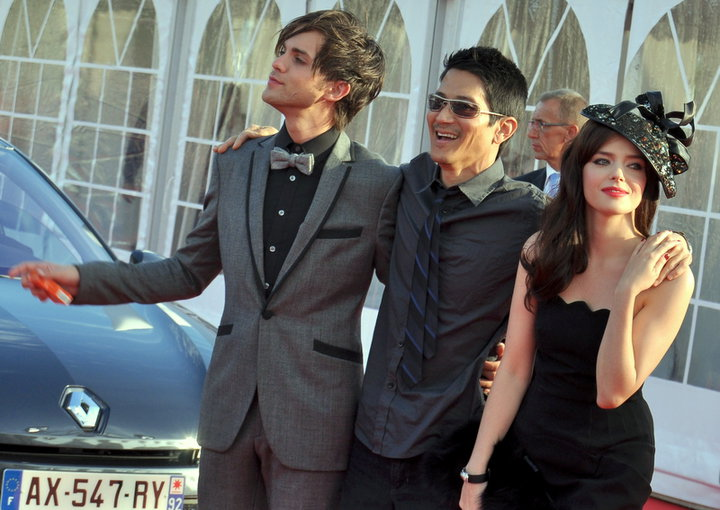
Thomas Dekker, Gregg Araki y Roxane Mesquida en el Festival de Cine Americano de Deauville (2010), en la presentación de la película Kaboom.

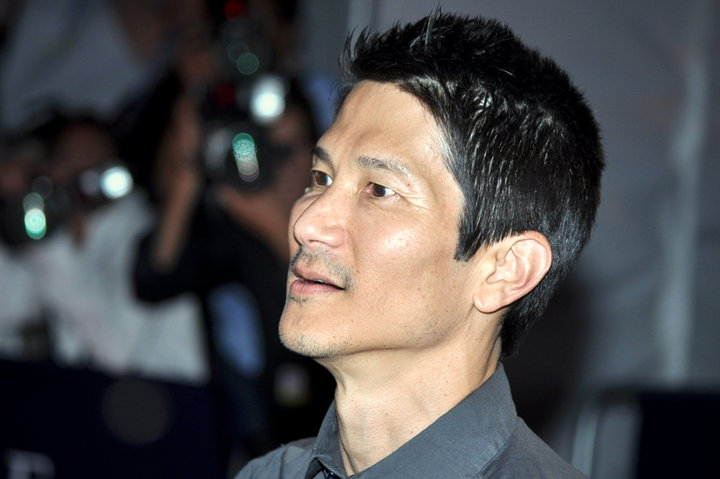
Araki en el Festival de Cine Americano de Deauville (2010).

## Biografía
Araki, hijo de padre japonés y madre estadounidense, nació en Los Ángeles pero creció en Santa Bárbara, California. Completó el Bachelor of Arts en estudios cinematográficos (Film Studies) en la Universidad de California y realizó en 1985 una maestría en producción cinematográfica en la Universidad del Sur de California. Araki, que se había definido como gay, mantuvo sin embargo una sonada relación con la actriz Kathleen Robertson, a la que había dirigido en su película Nowhere. Esta relación duró de 1997 a 1999.

### Primeras películas
En 1987 Araki estrenó su primera película, titulada Three Bewildered People in the Night, en la que narra la historia de un romance entre una video artista, su amante y su amigo gay. La película tuvo un presupuesto muy pequeño (5000 dólares) y se rodó con una cámara fija.

"Eso es a lo que siempre he aspirado al hacer cine: mis películas no son para todo el mundo y algunas provocan reacciones extremas, pero aquellos a los que les gustan mis películas, les gustan de verdad. Como artista, es todo lo que podría pedir".
Gregg Araki (Revista Vice, 23 de marzo de 2015) 

Araki creó su propia productora, llamada Desperate Pictures Company, con la que produjo Long Weekend (O'Despair) (1989), película que también dirigió, escribió, fotografió y editó. Se trata de una suerte de versión de Reencuentro (película de Lawrence Kasdan de 1983), en la que un grupo de recién licenciados se reúnen y discuten acerca de su futuro durante una tarde, mientras se emborrachan. Con esta película Araki comenzó a ganar gran reputación en el circuito de festivales cinematográficos.

"Como alguien que hace cine, sólo pienso en qué voy a hacer a continuación, qué me interesa, qué historias me inspiran. Es más expresión que introspección sobre quién soy, dónde calza mi trabajo. Como persona y como cineasta, claramente he evolucionado a lo largo de los años, como todos. La diferencia respecto a la mayoría es que he hecho películas toda mi vida, así es que tengo un registro y puedo mirar atrás y ver dónde estaba y quién era en 1992. Sigo siendo el mismo pero estoy en un sitio distinto. Y me parece una bendición tener ese registro de períodos de mi personalidad".
Gregg Araki (Mabuse, revista de cine, 24 de octubre de 2023) 

Su tercera película, The Living End se estrenó en el Festival de Cine de Sundance en 1992 y fue candidata al Gran Premio del Jurado. Se trata de una road movie sobre dos seropositivos, uno un chapero y otro un crítico de cine, que deciden iniciar un viaje desenfrenado en coche. Los actores protagonistas fueron Craig Gilmore y Mike Dytri y también participaron otras figuras del cine alternativo, como Mary Woronov (que apareció en varias filmaciones de Andy Warhol) o Paul Bartel.

"The Living End existe como un artefacto de una época muy importante y culturalmente significativa. El concepto de lo que era tener 25 años y vivir en este ambiente en que realmente sentías que la muerte estaba colgándote encima de la cabeza. Esos personajes tan jóvenes están toda la película pensando en su propia mortalidad".
Gregg Araki (Mabuse, revista de cine, 24 de octubre de 2023) 

### Teenage Apocalypse Trilogy
Sus películas siguientes forman una ciclo que Araki bautizó como Trilogía del apocalipsis adolescente (Teenage Apocalypse Trilogy)caracterizadas por una producción psicodélica y la utilización de un lenguaje que logró ser considerado icónico y referencia para una nueva generación juvenil. Por parte de algunos críticos recibieron fuertes reproches por la inclusión de violencia y escenas de sexo explícito.Sin embargo, tras la pandemia de COVID-19 y coincidiendo con la remasterización de las tres películas, se dio una nueva relectura a las tramas y una revitalización popular.

"Una de las cosas que más me alegra de mi trabajo es que está por todas partes. Mis películas son muy diferentes entre sí".
Gregg Araki (British Film Institute, 4 de marzo de 2019) 

Totally Fucked Up (1993) está centrada en los problemas de seis jóvenes homosexuales que deben enfrentarse a problemas cotidianos como la homofobia o la depresión. Araki describió su obra como una historia poco aconsejable sobre maricones y bolleras adolescentes. Es una especie de mezcla entre el cine experimental de vanguardia y una película maricona de John Hughes.

"Totally Fucked Up se hizo por sí misma. Es básicamente mi homenaje al Masculino, femenino de Godard, como un Masculino, femenino LGBT. [El elenco] eran básicamente adolescentes en ese momento. La experiencia de hacer esa película me inspiró a hacer esta trilogía. A raíz de este rodaje escribí el papel de Jordan en Doom Generation y el papel de Dark en Nowhere para Jimmy Duval, quien interpretó a Andy en Totally Fucked Up. Él es el hilo conductor de las tres películas. Pero, sí, las dos segundas definitivamente forman parte de la trilogía"
Gregg Araki (filmmakermagazine.com, 13 de septiembre de 2023) 

The Doom Generation (1995) es una comedia negra llena de violencia y erotismo, lo que dificultó su carrera comercial. Se cuenta el ménage à trois entre dos adolescentes y un vagabundo punk veinteañero. Los protagonistas fueron James Duval (en el papel de Jordan White), Rose McGowan (Amy Blue) y Johnathon Schaech (Xavier Red, el joven punk). Asimismo, aparecieron como personajes secundarios o en cameos Parker Posey, Margaret Cho, Dustin Nguyen, Christopher Knight, Lauren Tewes, Heidi Fleiss o Perry Farrell. La película se exhibió en el Festival de Cine de San Sebastián de 1995.

"Me inquieta lo relevantes que son. Particularmente Totally Fucked Up y Doom Generation. Ojalá fueran más anticuadas. La homofobia de derechas, las guerras culturales y todo lo que alimenta esas películas, es hoy casi peor que nunca. En Nowhere, los niños juegan a patear una lata y, para elegir quién comienza, escupen sobre una imagen de Jesse Helms, quien fuera una de las principales figuras políticas intolerantes y anti-gay. Es impactante y muy desalentador saber que hay un millón más de Jesse Helms para ocupar su lugar".
Gregg Araki (filmmakermagazine.com, 13 de septiembre de 2023) 

Nowhere (1997) cerró la trilogía. Araki definió esta película como una versión lisérgica de un episodio de Beverly Hills, 90210. Transcurre durante un día y está centrada en un grupo de adolescentes que quieren salir de la rutina y dar emoción a sus vidas a través del consumo de drogas, la promiscuidad, el alcohol, etc. Los protagonistas de la película son James Duval y Rachel True como Dark y Mel, una pareja bisexual muy promiscua. Otros actores del numeroso reparto fueron Heather Graham, Ryan Phillippe, Mena Suvari, Kathleen Robertson, Chiara Mastroianni y Denise Richards.

"Estaba en preproducción mientras veía 90210 y Melrose Place y esas son “telenovelas donde los jóvenes tienen sexo”. Para Nowhere teníamos un acuerdo de desarrollo para escribir, creo, dos o tres guiones para realizar una serie. Estábamos intentando vender Nowhere como una serie, pero esto fue a mediados de los 90. Y la gente decía: "¿De qué va esto?".
Gregg Araki (filmmakermagazine.com, 21 de septiembre de 2023) 

### Obras posteriores
En el Festival de Cine de Sundance de 1999 Araki estrenó su comedia romántica Splendor, en la que se cuenta la historia de una mujer (Kathleen Robertson) que, incapaz de elegir entre dos hombres (Johnathon Schaech y Matt Keeslar) decide vivir con ambos al tiempo. La película es un homenaje a las screwball comedies del Hollywood de los años 40 y 50.
Mysterious Skin,  su siguiente película, participó en el Festival de Venecia de 2004. Está basada en una novela de Scott Heim y trata sobre dos jóvenes (uno, un chapero y otro un muchacho obsesionado con los ovnis) cuyas vidas quedaron condicionadas por los abusos sexuales a los que les sometió su entrenador de béisbol.
Smiley Face (2007) es una comedia con guion de Dylan Haggerty y protagonizada por Anna Faris, John Krasinski y Adam Brody. Cuenta la historia de una actriz de televisión, Jane (Anna Faris), cuya vida cambiará tras comer unos dulces elaborados con marihuana. La película se presentó en el Festival de Cine de Sundance de 2007 y también participó en el XXII Festival de Cine Gay y Lésbico de Londres.
Kaboom (2010) es una comedia de ciencia ficción que relata el despertar sexual de varios adolescentes. Fue presentada por primera vez en la edición de 2010 del Festival de Cannes.

"Estuve en Cannes en 2009 o 2010 para el estreno de Kaboom, y él (Jean-Luc Godard) estuvo allí con una de sus últimas películas, pero nunca lo conocí. Aparentemente era un tipo quisquilloso, no muy agradable. No quiero desviarme por la tangente, pero lo sorprendente es que nuestras proyecciones en el Museo de la Academia coinciden con la inauguración de John Waters y su retrospectiva. Y John es todo lo contrario: es una figura legendaria, enorme, enorme, mucho más grande que simplemente ser un cineasta. Un ser humano genial, simpático, súper amigable y sorprendente. Pero otras personas me han dicho que Godard era un poco difícil. Me entristeció que se hubiera ido, pero qué puta vida."
Gregg Araki (filmmakermagazine.com, 21 de septiembre de 2023) 

## Televisión
En el año 2000 Araki presentó en la cadena MTV un episodio piloto de la miniserie This Is How the World Ends. Problemas presupuestarios impidieron que la miniserie se emitiera, aunque por internet circuló una edición pirata.

## La música en las películas de Araki
Araki muestra predilección por incluir en las bandas sonoras de sus películas música shoegazing de bandas británicas como The Jesus and Mary Chain y Ride.

## Filmografía
| Año  | Título                               | Anotaciones                               |
| ---- | ------------------------------------ | ----------------------------------------- |
| 1987 | Three Bewildered People in the Night |                                           |
| 1989 | The Long Weekend (O' Despair)        |                                           |
| 1992 | The Living End                       |                                           |
| 1993 | Totally Fucked Up                    | Parte 1 de "Teen Apocalypse Trilogy"      |
| 1995 | The Doom Generation                  | Parte 2 de "Teen Apocalypse Trilogy"      |
| 1997 | Nowhere                              | Parte 3 de "Teen Apocalypse Trilogy"      |
| 1999 | Splendor                             |                                           |
| 2004 | Mysterious Skin                      |                                           |
| 2007 | Smiley Face                          |                                           |
| 2010 | Kaboom                               |                                           |
| 2014 | White Bird in a Blizzard             |                                           |
| 2015 | Here Now                             | cortometraje                              |
| 2019 | Now Apocalypse                       | serie de televisión (creador y productor) |